# Othenio Abel
Othenio Abel (Bécs, 1875. június 20. – Mondsee, Felső-Ausztria, 1946. július 4.) osztrák paleontológus, evolúcióbiológus és egyetemi tanár. A paleobiológia elnevezés tőle származik.

## Életpályája
Jogi tanulmányokba kezdett a Bécsi Egyetemen, de hamarosan természettudományi szakra váltott, biológiát és geológiát tanult. 1898/99-ben Eduard Suess mellett volt asszisztens az egyetem Geológiai Intézetében. 1899-ben doktorált.
A Bécsi-medencéből származó cethal fosszíliákat tanulmányozta. 1900-ban Louis Dollo belga paleontológus neogén időszaki cethal csontokról írt tanulmányt La Paléontologie éthologique címmel. Az általa ismertetett kutatási irány nagy hatással volt Abelre. Dollóval együtt hozta létre a paleontológiáról leválasztott új szakágat, a paleobiológiát, ami a gerinces őslények életmódját és környezetét rekonstruálja. A paleobiológia elnevezés Abeltől származik.
1904-ben a Bécsi Egyetemre hívták, 1907-ben a paleontológia és gerincesek törzsfejlődésének rendkívüli tanára lett.  
1912 tavaszán expedíciót vezetett az Osztrák Tudományos Akadémia megbízásából Rafina-Pikermibe (Attika), hazatérése után a paleontológia professzorává nevezték ki. Pernegg an der Mur közelében az ún. sárkánybarlangban a barlangi medve maradványait vizsgálta.
1914-ben tette közzé azt a hipotézisét, hogy a Földközi-tenger térségében elterjedt Elephas falconeri törpeelefánt fosszilis koponyája alapján keletkezhetett a küklópszok legendája. A nagy méretű koponya közepén a hatalmas lyukat, valójában az ormány nyílását, vélték óriási szemnek. Az törpeelefánt már kihalt, amikor benépesültek a görög szigetek. Senki nem láthatott élő törpeelefántot.
1924-ben létrehozta a Paleobiológiai Intézetet, 1920 és 1924 között a Paleontológiai Társaság elnöke volt. 1928-ban egyesült a Paleontológiai és Paleobiológiai Intézet. Abel alapította az 1928 és 1948 között megjelent Paläobiologica tudományos folyóiratot, amelyben 280 cikke, köztük 20 monográfiája jelent meg.
1932/33-ban az egyetem rektoraként antiszemita légkört teremtett. Zsidó, baloldali vagy liberális tudósok habilitációját akadályozta. 1934-ben nemzetiszocialista nézetei miatt nyugdíjazták. 1935-ben a Göttingeni Egyetemen kapott tanszéket, és a Leopoldina Német Természettudományi Akadémia tagjává választották. 1938. május 1-jén belépett a Nemzetiszocialista Német Munkáspártba.
Az Osztrák Tudományos Akadémia Othenio Abel-díjat alapított 1985-ben, 2012-ben átnevezték a díjat. A Bécsi Egyetem Geocentrumának egyik előadóterme viselte nevét, 2013-ban új nevet kapott.

## Publikációi
- Fossile Flugfische, 1906.
- Die Morphologie der Hüftbeinrudimente der Cetaceen, 1907.
- Grundzüge der Paläobiologie der Wirbeltiere, 1912.
- Vorzeitliche Säugetiere, 1914.
- Paläobiologie der Cephalopoden aus der Gruppe der Dibranchiaten, 1916.
- Die Stämme der Wirbeltiere, 1919.
- Lehrbuch der Paläozoologie, 1920.
- Lebensbilder aus der Tierwelt der Vorzeit, 1922.
- Geschichte und Methode der Rekonstruktion vorzeitlicher Wirbeltiere, 1925.
- Paläobiologie und Stammesgeschichte", 1929.
- Die Stellung des Menschen im Rahmen der Wirbeltiere, 1931.
- Vorzeitliche Lebensspuren, 1935.
- Die Tiere der Vorzeit in ihrem Lebensraum, 1939.
- Vorzeitliche Tierreste im Deutschen Mythus, Brauchtum und Volksglauben, 1939.